# Legende
Legende so pesniška zbirka slovenskega pesnika Milana Jesiha, ki je izšla leta 1974.
Legende so tipična prehodna zbirka, ki je peljala k zbirkama Kobalt (1976) in Volfram (1980). Ti dve zbirki pomenita vrhunec Jesihovega modernizma. Nalovil ju je po dveh kovinah, ki sta v naravi precej redki, obe sta trši od železa, a hkrati zelo krhki, njuna skupna lastnost pa je tudi ta, da sta najbolj uporabni v zlitinah. Metaforično tako označujeta tudi tedanjo fazo v Jesihovemu pesniškemu razvoju. Oblikovno so za obe zbirki značilni zelo dolgi (celo do 40 zlogov), večinoma jambski verzi, ki so najdaljši verzi v zgodovini slovenske poezije, vsebinsko pa Jesih upesnjuje vsakdanji svet, svoja lastna opravila, zaznave, čustvena in miselna stanja ter sanje. Lirski subjekt je neprikrito istoveten s pesnikovim lastnim jazom. Slogovno pa še vedno opažamo mešanje visokega poetičnega sloga z žargonskimi, tehničnimi izrazi, tujkami, frazami in pogovornimi besedami.